# Irresistible (album của Jessica Simpson)
Irresistible là album phòng thu thứ hai của nghệ sĩ thu âm người Mỹ Jessica Simpson, do hãng đĩa Columbia Records phát hành vào ngày 25 tháng 5 năm 2001. Jessica bắt đầu thực hiện album từ tháng 7 năm 2000. Cô đã liên lạc với nhiều nhạc sĩ và nhà sản xuất có tên tuổi để hợp tác, gồm có Cory Rooney, Rodney Jerkins và Walter Afanasieff. Trái ngược với album đầu tay Sweet Kisses (1999) có nhiều bản ballad, Irresistible được đặc trung bởi các thể loại nhạc hip hop và R&amp;B. Simpson mô tả album là một "sự gặp gỡ của Mariah Carey và Britney Spears ", vừa có những ca khúc sâu sắc nhưng cũng rất có xu hướng. Các chủ đề trữ tình được đề cập đến trong album bao gồm tình yêu, thất tình, tình dục và lòng tự trọng.
Album đầu tay của Jessica, Sweet Kisses, vốn nhắm đến đối tượng khán giả trưởng thành, đã không đạt hiệu quả cao về mặt thương mại nên Jessica bắt đầu xem lại hướng đi trong sự nghiệp âm nhạc của mình. Theo gợi ý của ban giám đốc hãng đĩa, Jessica đã thay đổi hình ảnh của mình trong album Irresistible. Cô quyết định đưa vào album nhiều ca khúc thuộc dòng nhạc teenpop và R&B vì cô cảm thấy thay đổi hình tượng bản thân như các nữ ca sĩ khác cùng thời điểm như Britney Spears và Christina Aguilera sẽ giúp cô vực dậy sự nghiệp. Sau khi phát hành, album Irresistible nhận về những đánh giá khá tệ từ giới phê bình âm nhạc, hầu hết tất cả đều thất vọng với màu sắc trong album. Một số nhà phê bình cho rằng album rất "thường thường bậc trung" và hơi quá lố tay trong khâu sản xuất. Album mở màn ở vị trí thứ 6 trên bảng xếp hạng Billboard 200 nhưng sau đó nhanh chóng rơi khỏi bảng xếp hạng. Mặc dù vị trí mở màn của album được xem là bước tiến bộ vượt bậc của album đầu tay Sweet Kisses, Irresistible lại là một thất bại về mặt thương mại khi đem so với những thành công của các nữ ca sĩ cùng lứa với Jessica vì chỉ bán được khoảng 900.000 bản ở Mỹ và hơn 2 triệu bản toàn thế giới. Album được chứng nhận đĩa vàng bởi Hiệp hội Công nghiệp Ghi Âm Hoa Kỳ (RIAA) cho các album bán được hơn 500.000 bản. Ở các nước khác, album Irresistible lại khá thành công, vươn lên top 20 ở Canada và Thuỵ Sĩ và vừa vào ngưỡng top 40 ở Thụy Điển, Nhật và Đức. Album được chứng nhận đĩa vàng tại Nhật và Canada.
Có hai đĩa đơn được phát hành từ album. Ca khúc chủ đề "Irresistible" là đĩa đơn mở đường cho album, đạt được một số thành công thương mại và vươn tới vị trí top 20 trên bảng xếp hạng của 11 quốc gia, bao gồm vị trị thứ 7 ở bảng xếp hạng các đĩa đơn ở Anh, và vị trí thứ 15 trên Billboard Hot 100. Đĩa đơn thứ hai là "A Little Bit", thất bại tại thị trường Mỹ hoàn toàn nhưng lại đạt được vị trí 62 tại Úc. Jessica biểu diễn các ca khúc trong album ở một số chương trình. Năm 2001, cô bắt đầu chuyến lưu diễn đầu tiên trong sự nghiệp của mình, DreamChaser Tour, để quảng bá album.

## Hoàn cảnh ra đời
— Lời của Jessica Simpson trên bìa album.
 Jessica Simpson ký hợp đồng với hãng đĩa Columbia Records vào năm 1998 và ngay năm sau đó, cô cho ra đời album đầu tay Sweet Kisses. Album chứa nhiều ca khúc ballad nhẹ nhàng, và hướng đến những khán giả trưởng thành nhiều hơn so với các nữ ca sĩ đồng lứa như Britney Spears và Christina Aguilera. Không giống với các ca sĩ cùng thời điểm, Jessica muốn giữ hình ảnh thuần khiết của một cô gái theo Cơ Đốc Giáo và trang phục của cô cũng rất kín đáo. Album chỉ giành được vị trí thứ 25 trên Billboard 200 của Mỹ, khác xa so với thành công của những người cùng thời với cô.  Album đầu tay của Jessica chỉ vươn tới thứ hạng 25 trên bảng xếp hạng Billboard 200, bị bỏ xa bởi những thành công của các ca sĩ cùng lứa khác. Điều này khiến Simpson phải xem lại tình hình sự nghiệp của mình và mặc dù đang đạt được một số thành công nhất định, cô thấy mình có thể tiến xa hơn nữa. Cho rằng hình ảnh "ngây thơ" hơn của mình sẽ là một bước cản trong sự nghiệp, Jessica đã thay đổi hình tượng quyến rũ hơn với màu sắc âm nhạc mới dưới sự chỉ dẫn của ban giám đốc hãng đĩa Columbia.
Jessica chuyển sang thể loại nhạc teenpop vì cho rằng khi thay đổi hình ảnh cho giống Britney Spears và Christina Aguilera sẽ giúp cô vực dậy sự nghiệp. Cô chia tay bạn trai lúc bấy giờ là Nick Lachey vào tháng 3 năm 2001, vì cần phải tập trung cho sự nghiệp của mình. Hình tượng mới của cô được quảng bá nhờ vào những lần xuất hiện trong nhiều sự kiện, nơi Simpson diện những bộ cánh hở hang hơn, táo bạo hơn.  Sự thay đổi hình tượng cũng đi song hành cùng với việc sản xuất và phát hành album thứ hai, Irresistible. Jessica nói rằng cô muốn thể hiện một "phong cách quyến rũ hơn, trưởng thành hơn" trong album mới của mình.  Trong một bài phỏng vấn với báo Coventry vào tháng 7 năm 2001, Jessica cho biết "Tôi thu album Sweet Kisses khi tôi chỉ mới 17 tuổi và giờ thì tôi đã 21 rồi. Trong 4 năm đó dĩ nhiên sẽ có sự trưởng thành rồi." Trong một cuộc phỏng vấn với tạp chí Cosmopolitan vào tháng 6 năm 2001, cô giải thích, "Đây là album thật sự phản ánh về con người tôi hiện tại. Màu sắc âm nhạc gai góc, trưởng thành hơn và tôi cũng vậy."  Theo Terri Doughtery, tác giả cuốn People in the News: Jessica Simpson và Nick Lachey, Jessica hy vọng hình ảnh mới của cô sẽ thu hút nhiều sự chú ý hơn cho giọng hát đầy nội lực của mình. Chia sẻ với Entertainment Weekly, Jessica cho biết: "Tôi không chỉ có những ca khúc về tình yêu trong album và tôi còn có các ca khúc khác nói về chia tay, thất tình, đau khổ và cả những ca khúc kiểu 'anh-hãy-biến-đi' dành cho các cô gái nữa. Chúng tôi mất khá nhiều thời gian để hoàn thành và cũng đã tiêu tốn rất nhiều chi phí để làm album này."

## Quá trình phát triển album

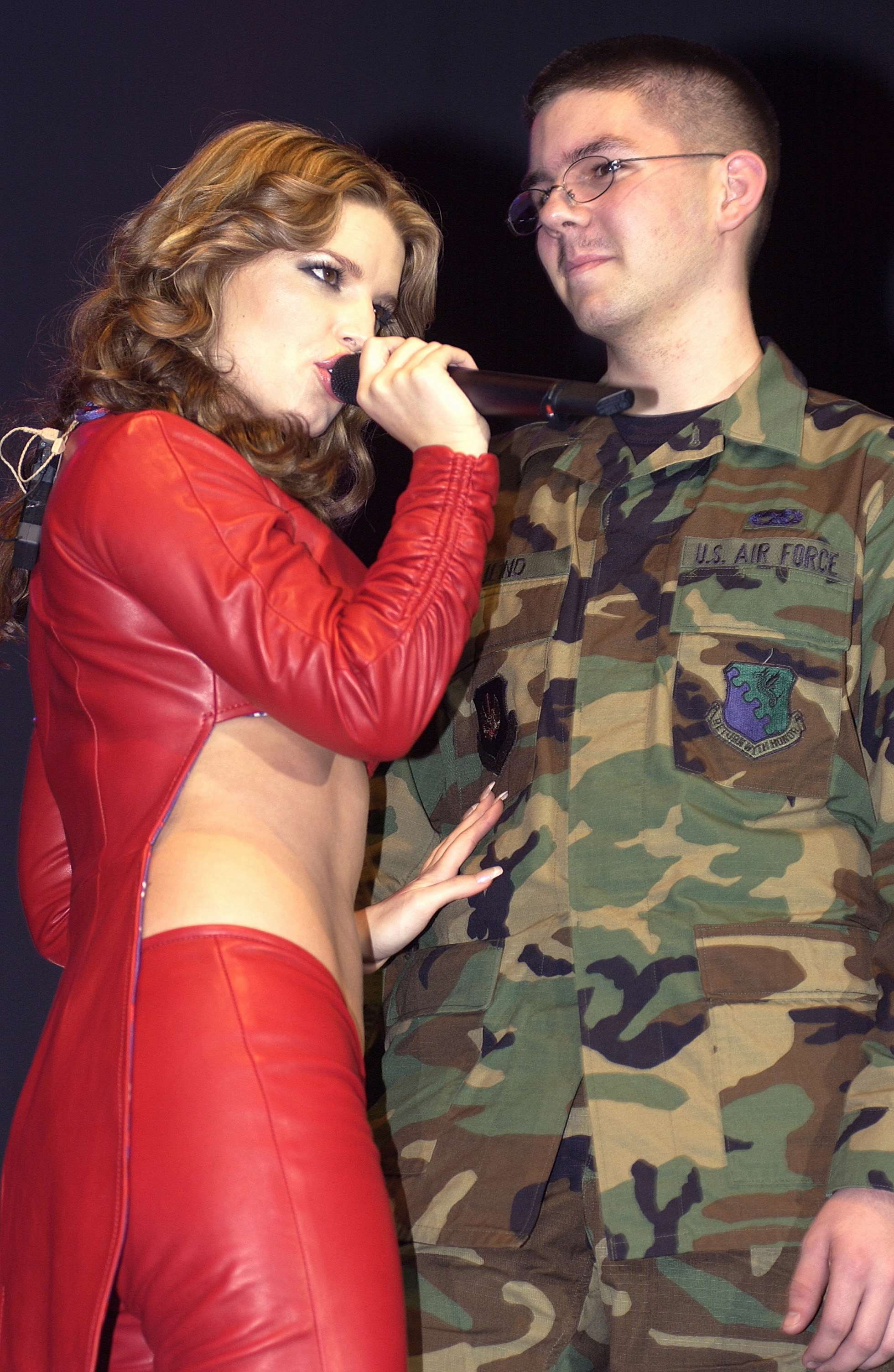
Simpson biểu diễn "Irresistible" trong chuyến lưu diễn USO Holiday Tour năm 2001

Jessica Simpson bắt đầu thực hiện album vào khoảng trung tuần tháng 7 năm 2000. Trong thời gian tập hợp các bài hát cho album đầu tay Sweet Kisses trước đó, khi có lời bài hát nào đó hơi quá gợi cảm hoặc truyền tải một thông điệp không mấy thích hợp, Jessica đã yêu cầu sửa đổi. Tuy nhiên, với album Irresistible, cô để cho giám đốc điều hành của hãng đĩa Columbia, Tommy Mottola, hoàn toàn làm theo ý của ông. Ông ấy chiêu mộ nhiều nhạc sĩ và nhà sản xuất có tiếng để thực hiện album, tự tay chọn bài, và cũng tự tay loại những ca khúc mà ông ta cho là không hay. Mặc dù Jessica trước đó có bảo rằng cô sẽ tự tay viết một vài ca khúc cho album thứ hai, nhưng khi album được phát hành, tên của Jessica không xuất hiện trong bất cứ bài này. Được hỏi lý do tại sao thì Jessica giải thích rằng cô thấy khá ngượng ngùng khi nghe hai chữ "sáng tác", và cho rằng muốn viết nhạc thì phải "dũng cảm" mới viết được. Cô cũng bày tỏ rằng cô không thể tìm được lời và ý tứ sao cho đúng nên cuối cùng quyết định không viết nữa. Theo Jessica, album hoàn toàn không có một concept hay một chủ đề nhất định; ông Tommy Mottola hoàn toàn chọn những bài hát cho album mà cả ê-kíp cho là hay rồi đưa vào album.
Jessica Simson miêu tả ca khúc chủ đề của album, "Irresistible" là một ca khúc mang màu sắc trưởng thành, cá tính và rất gợi cảm. "Irresistible" được viết bởi bộ đôi nhạc sĩ người Thuỵ Điển Anders Bagge và Arnthor Birgisson, hợp tác với ca nhạc sĩ người Anh Pamela Sheyne. Nhạc sĩ Arnthor Birgisson chia sẻ với tạm chí công nghệ âm nhạc Sound on Sound rằng họ bắt đầu phát triển album sau khi cô Pamela Sheyne đề xuất tiêu đề và ý tưởng. Bagge và Birgisson sau đó phát triển giai điệu và soạn lời cho bài hát. Sheyne thì phụ trách hát đệm trong ca khúc. "A Little Bit" được đồng sáng tác bởi nhạc sĩ Kara DioGuardi, Steve Morales và David Siegal. Mặc dù đã từng sáng tác cho các ca sĩ khác là Kylie Minogue và Martine McCutcheon, ca khúc "A Little Bit" được xem là tác phẩm đầu tiên của Kara Dioguardi viết cho một ca sĩ trong nước. Jessica cho biết "thông điệp của ca khúc là để cho các chàng trai phải biết lắng nghe lời tâm tình của người con gái mình yêu." Ca khúc kế tiếp, "Forever in Your Eyes", được đồng sáng tác bởi Nick Lachey và Rhett Lawrence.
Walter Afanasieff, cộng sự lâu năm của Mariah Carey, đã làm việc với Jessica trong 3 đoạn của ca khúc của Irresistible. Một trong những bài hát trong album, "When You Told Me You Loved Me", được viết bởi Afanasieff với sự cộng tác của Billy Mann.  Trong một bài phỏng vấn với Allpop, Jessica nói rằng ca khúc này là một trong những ca khúc cô yêu thích nhất. Cô cho biết: "Tôi lấy cảm xúc từ ột sự việc có thật. Tôi có một người bạn mà cha mẹ của cô ấy đã li dị nhau. Tôi thích cảm xúc đằng sau bài hát đó."  Nhạc sĩ Cory Rooney sáng tác bài "Hot Like Fire". Đây là ca khúc mà Jessica cho rằng nó "không dành cho trẻ em", là một ca khúc "hơi dữ dằn". Louis Biancaniello và Sam Watters cũng được mời viết và sản xuất các bài hát cho album. Một trong những bài hát được hai người viết, "For Your Love", khiến Jessica nhớ đến ca khúc "I Wanna Love Your Forever" trong album đầu tay Sweet Kisses (1999). Simpson đã cover bài thánh ca phúc âm " His Eye is on the Sparrow " và đưa vào cuối danh sách của album. Cô nói, "Tôi muốn mang đến cho khán giả một phần trái tim và tâm hồn của mình. Thông điệp đằng sau bài hát là đôi khi có quá nhiều thứ trong cuộc sống có thể khiến bạn nản lòng, nhưng nếu bạn tin tưởng rằng mình đang được Ơn Trên che chở và dõi theo, bạn có lý do để sống và luôn có cảm giác được tự do. Đối với mọi người thì khác nhau, nhưng đối với tôi, mối quan hệ của tôi với Chúa là cách tôi xóa bỏ những bóng tối đeo bám trong cuộc sống của mỗi người chúng ta. "

## Ghi âm và sản xuất
- Lời của Jessica trong quá trình thu âm ca khúc "There You Were" với Marc Anthony
 Ông Tommy Motta đã chọn nhạc sĩ Cory Rooney làm giám đốc sản xuất của album Irresistible. Hầu hết thu âm và hòa âm được thực hiện tại Sony Music Studios ở thành phố New York và được hoàn thành trong khoảng thời gian 8 tháng. Rooney cũng điều phối quá trình thu âm trong khi Robert Williams sẽ hát demo. Chiếc micro C-800G Tube Condenser của Sony, trang bị cùng màng loa kép lớn và mẫu thu âm kỹ thuật số, được sử dụng để ghi âm giọng hát.  Trong một bài phỏng vấn với tạp chí SoundByte của Sony vào năm 2002, Williams đã nói về sự lựa chọn của mình: "Trong phòng thu, tất cả phụ thuộc vào những gì bạn nghe từ ca sĩ thu âm. [... ] Giọng của Jessica rất khỏe và đầy nội lực kể cả lúc cô ấy lên cao hay thì thầm, cho nên cần phải có một chiếc micro tốt không làm biến sắc âm thanh của cô ấy."  Anh ấy đã sử dụng chiếc micro cho album đầu tiên của Jessica và cảm thấy nó rất hợp với cô ấy. Anh ấy cũng lưu ý rằng trong các bản ballad, "âm S và âm thanh ướt át của đôi môi" rất quan trọng đối với kết cấu của bài hát. Theo anh ấy, vì giọng hát của Simpson có âm sắc "sáng", anh ấy đã chỉnh sửa những phần thấp hơn của giọng cô ấy để cân bằng ca khúc.
Bàn điều khiển Sony Oxford Console đã được sử dụng để mix các bài hát. Kỹ sư âm thanh Mick Guzauski giải thích với SoundByte rằng anh đã sử dụng "tính năng cân bằng tự động" của bảng điều khiển cho các ca khúc. Anh ấy nói rằng anh ấy có thể "điều chỉnh đáp ứng tần số và độ động trong mỗi bài hát với bộ cân bằng tối ưu ở mọi cao độ và cấp độ."  Đối với các bản nhạc do Afanasieff viết, phần hát nền và phần quá âm được thực hiện trên bảng điều khiển Oxford tại phòng thu Wally World B của anh ấy tại San Rafael, California.  Ca sĩ gốc Latin cùng công ty quản lý với Jessica Simpson là Marc Anthony được mời vào hát chung với Jessica trong ca khúc "There You Were". Jessica đã từng gặp Marc tại buổi ghi hình chương trình truyền hình đặc biệt A Christmas in Washington vào năm 2000. Họ đã nói chuyện với nhau và đề xuất thu âm một bài hát trong album tiếp theo của cả hai. Họ đã song ca bài hát trong phòng thu và toàn bộ bài hát được hoàn thành trong vòng sáu giờ.  "Forever in Your Eyes" là một trong những bài hát đầu tiên được thu âm cho album, và được sản xuất bởi Rhett Lawrence. Nó được thu âm tại Sony Music Studios trong vòng hai giờ.   Rodney Jerkins, người quen của Tommy Mottola, đã thực hiện hai đoạn cắt trên Irresistible.  Trong một cuộc phỏng vấn với Sony Music Japan, Jessica nói rằng cô chưa bao giờ gặp trực tiếp Jerkins. Anh ấy sản xuất và thu âm nhạc của các bài hát và gửi băng đến Columbia, từ đó "Imagination" và "I Never" được chọn. Cory Rooney sản xuất giọng hát của Jessica và Tony Maserati sẽ phụ trách phần hòa giọng.  Ban đầu Jessica không muốn thu âm "What's It Gonna Be" vì cô cảm thấy câu thoại "Anh sẽ là một con chó hay một quý ông đây?" nghe khá kỳ cục. Tuy nhiên, trước sự thuyết phục của hãng thu âm, cô đã thu âm bài hát và cuối cùng cũng thấy thích nó.  Để thu âm ca khúc chủ đề, Simpson đã đến Murlyn Music Studios ở Thụy Điển.  "A Little Bit" được sản xuất bởi Ric Wake; mặc dù anh ấy đã sản xuất nhiều bài hát khác cho album, nhưng cuối cùng chỉ có "A Little Bit" được chọn vào danh sách bài hát cuối cùng.  Phiên bản album dành cho thị trường Nhật Bản chứa một ca khúc bonus là bản remix của "Irresistible" do Hex Hector phối. Simpson thu âm lại giọng hát của cô cho ca khúc bonus này.

## Nhạc và lời
Simpson mô tả chất liệu trong album Irresistible ' là 'sự giao thoa giữa Mariah Carey và Britney Spears... rất trưởng thành nhưng cũng rất gần gũi với thanh thiếu niên.'  Cô ấy nói rằng cô ấy muốn kết hợp các thể loại nhạc house, R&B, pop vào đĩa hát. Bài hát mở đầu, "Irresistible", là một bài hát R&amp;B mang âm hưởng dance-pop.  Nó cũng thể hiện các yếu tố của thể loại pop rock  và funk, đồng thời kết hợp nhịp điệu latin. Bên cạnh việc kết hợp nhạc cụ chơi dây, ca khúc cũng có chứa giọng hát mang âm sắc hơi thở của, các đoạn nói  và các phân đoạn ngắt-nghỉ giữa phần,  tại các đoạn này Jessica sẽ hát cao trào hơn". Theo tác giả Ben Graham, lời của bài hát cho thấy Simpson đã lột bỏ hình ảnh "trinh nữ" đã đồng hành cùng cô trước đó. Bob Waliszewski của Plugged In đã đưa ra nhận định tương tự về lời bài hát; anh cho rằng ca khúc là lời đồng thuận "chúng ta sẽ lên giường" hoàn toàn sẽ xảy ra. "A Little Bit" là một bài hát dance-pop theo mô hình tương tự như "Irresistible". Ca khúc có sử dụng piano và Jessica hát lời bài hát thật nhanh cùng với các phân đoạn ngưng-ngắt.   Jessica một lần nữa sử dụng giọng hát đầy hơi thở, và lời bài hát nói về những gì cô ấy mong đợi từ người bạn đời của mình: "Thêm một chút thời gian, bớt một chút chờ đợi / Một chút trái tim, một chút tan vỡ".  Lời bài hát cũng yêu cầu những thay đổi lành mạnh trong mối quan hệ của cô ấy.  "Forever In Your Eyes" sử dụng các yếu tố của âm nhạc Latinh, vì bài hát được hỗ trợ bởi guitar Tây Ban Nha và kết hợp với nhịp điệu hip-hop.  Lời bài hát mô tả một cặp đôi yêu nhau nằm bên nhau "suốt đêm".  "There You Were" là một bản ballad mạnh mẽ    được so sánh với bài hát trước đó của Simpson "Where You Are" (2000).  Ca từ của bài hát là sự kính trọng đối với người bạn đời của nhân vật chính, người đã thay đổi cuộc đời cô.  Bài hát đã nhận được phản ứng tiêu cực từ các nhà phê bình, với một số người gọi nó là "buồn tẻ" và "không cần thiết".   "What's It Gonna Be" là một bài hát pop bubblegum chịu ảnh hưởng của nhạc funk thập niên 80, được so sánh như ca khúc hát nháp Oops!... I Did It Again (2000) của Britney Spears.  Lời bài hát nói về việc Jessica mong đợi một câu trả lời từ người yêu của cô ấy dù anh ta đang sợ phải ràng buộc với cô ta.
"When You Told Me You Loved Me" là một bản ballad mạnh mẽ khác về tình yêu, lần này sử dụng guitar Tây Ban Nha.   Được hỗ trợ bởi một dàn nhạc 60 nhạc cụ,  bài hát và giọng hát của Simpson được so sánh với Mariah Carey và Celine Dion.   "Hot Like Fire", nhận được đánh giá tích cực từ các nhà phê bình, là một ca khúc vui nhộn. So với những ca khúc tương tự của Michael Jackson và Destiny's Child, bài hát bắt đầu bằng một cuộc điện thoại "giả" giữa Jessica và bạn của cô rồi người bạn cho Jessica biết rằng bạn trai của Jessica đã lừa dối cô.  Lời bài hát, được hát với "giọng hát cứng rắn" trên kèn synth, nhịp điệu hip-hop và nhịp điệu electronica, thể hiện sự khó chịu của Simpson khi bị bạn trai lừa dối.  "Imagination" là một bài hát mang âm hưởng nhạc điện tử và R&B. Rick de Yampert của The Daytona Beach News-Journal nhận xét rằng bài hát chứa âm hưởng nhạc funk theo phong cách Stevie Wonder. "To Fall in Love Again" và "For Your Love" là những bản ballad; trước đó được hỗ trợ bởi một dàn nhạc 60 nhạc cụ,   và Peter Marsh của đài BBC Music đã cho rằng ca khúc "biến hình [...] thành một bản nhạc chậm nhuốm màu R&B."  Ca khúc cũng chứa một đoạn nhạc jazz ở cuối bài nhạc.  Bob Waliszewski đã viết rằng với đoạn nhạc jazz đó, "Jessica đã bày tỏ sự chung thủy của mình với người yêu". "I Never", do Darkchild sản xuất, sử dụng guitar, và có một chút "hip hop".  Bài hát miêu tả chủ đề về lòng tự trọng, và Jessica đã loại bỏ người yêu gian dối của mình.  Bài hát kết thúc là một bản cover của bài thánh ca "His Eye is on the Sparrow", được hỗ trợ bởi một dàn hợp xướng phúc âm để "ngợi khen Đức Chúa Trời đã trông nom con cái Ngài".   Các nhà phê bình đã nhận định ca khúc là một trong những bài hát nổi bật trong album.   Theo Kirsten Koba của PopMatters, Simpson hát nó "với một chiều sâu và niềm đam mê mà các ca khúc còn lại của album không có."

## Bìa đĩa, tiêu đề và phát hành
Bìa đĩa của album cho Irresistible được chụp bởi Alberto Tolot vào tháng 4 năm 2001. Bìa trước album thể hiện Jessica, trang điểm đậm và để tóc vàng, mặc một chiếc áo sơ mi bán trong suốt, nâng cao lên một chút để lộ phần rốn. Simpson nói "Chúa đã ban cho tôi cơ thể của mình. Tôi chỉ đang làm những gì có thể để làm cho nó trông đẹp hơn. "  Sau đó trong một cuộc phỏng vấn với Orlando Sentinel, cô ấy nói rằng hình ảnh album là "một dấu hiệu của sự tự tin". Tuy nhiên, trang bìa đã nhận được sự đánh giá tiêu cực từ nhiều nhà phê bình, bao gồm cả nhà xuất bản Plugged In, vốn ủng hộ mạnh mẽ Jessica và hình ảnh thuần khiết trước đó của cô, và album Sweet Kisses. Họ tuyên bố, "Với Irresistible, Jessica Simpson đã chọn cách nhượng bộ với sự cám dỗ thay vì đối đầu với nó. Cùng với sự không đoan thục của Simpson, bìa album là minh chứng cho một hình mẫu gợi dục úp mở không rõ ràng"  Tạp chí âm nhạc Chart của Canada cũng đưa ra phản hồi tiêu cực khi viết rằng "Muốn thể hiện sự trưởng thành cũng có nhiều cách, không phải cứ mặc quần áo xuyên thấu, dùng kỹ thuật hình ảnh che mờ những chỗ nhạy cảm là đạt được mục đích."  Một số nhà phê bình chỉ trích bìa album đã được chỉnh sửa kỹ thuật số hơi quá tay, trong khi những người khác cho rằng Jessica nhìn giống Britney Spears. Phiên bản dành cho thị trường Nhật Bản của album có bìa trước giống với bìa của đĩa đơn "Irresistible".
Tựa đề của album dự kiến được đặt là Hot Like Fire, sau đó đổi thành Imagination, trước khi được xác nhận là Irresistible vào ngày 16 tháng 3 năm 2001. Tại Hoa Kỳ, Irresistible ban đầu dự kiến phát hành vào ngày 20 tháng 3 năm 2001. Tuy nhiên, vì những lý do không được tiết lộ, album đã được dời sang ngày 5 tháng 6 năm 2001. Một bữa tiệc ra mắt album đã được tổ chức bởi AOL vào ngày 4 tháng 6 năm 2001, một ngày trước ngày phát hành album. Việc phát hành album được tổ chức bằng một bữa tiệc phát hành tại New York Water Club. Jessica đã đi dọc sông Đông của Manhattan trên một chiếc du thuyền được trang trí bằng các biểu ngữ cho lễ kỷ niệm, trong đó có màn trình diễn trượt nước, tàu cứu hỏa phun nước và pháo hoa.  Jessica cho biết việc phát hành album là một thời điểm quan trọng trong sự nghiệp của cô, một thời điểm "được ăn cả, ngã về không"  Trong một cuộc phỏng vấn, cô ấy nói "Tôi ở ngay đó, sẵn sàng bùng nổ."  "Hoặc tôi có thể tịt ngòi luôn. rồi không ai có thể nghe tin gì từ tôi nữa," cô nói thêm.  Tại Vương quốc Anh, Irresistible được phát hành vào ngày 16 tháng 7 năm 2001, và tại Nhật Bản vào ngày 25 tháng 5 năm 2001.

## Đánh giá
Khi phát hành, Irresistible đã nhận được những đánh giá trái chiều đến tiêu cực từ các nhà phê bình âm nhạc, những người cho rằng album là "thường thường bậc trung" và được sản xuất hơi lố tay. Chuck Campbell của Daily News đã đánh giá album 2,5 trên 5. Anh ấy nói rằng album "chẳng có gì hay", và nhận xét rằng các bài hát nghe quá giống với các ca khúc của Britney Spears và Christina Aguilera.  Anh kết luận bằng cách bình luận về phiên bản "His Eye Is on the Sparrow" của Jessica: "Nếu sự nghiệp nhạc pop của cô ấy thất bại, có lẽ cô ấy còn có thể theo dòng nhạc Gospel. Cứ đi tìm các ca sĩ thành danh trong dòng nhạc này mà bắt chước là được."  Teresa Gubbins của The Dallas Morning News viết rằng "Album chẳng khiến Jessica nổi bật được hơn. Album thì cũng nghe được nhưng chắc chắn là không phải một album gây "bão". Thị trường nhạc teenpop đã vốn bão hòa nên giờ Jessica có thêm album này vào cũng chẳng khác muối bỏ biển."  Teresa đã cho album này điểm C.
David Browne của Entertainment Weekly đã cho album điểm D và nói rằng nó "lẽ ra tên album phải được gọi là 'Relentless' thì đúng hơn. Album khai thác mọi khía cạnh sáo rỗng trong dòng nhạc pop của năm 2001 - từ những bản ballad hoa mỹ dường như được soạn cho mấy bộ phim [...] album thực sự chán, càng nghe càng chán."  Mặc dù anh David khen ngợi giọng hát của Jessica Simpson, nhưng anh ta nói rằng Jessica đang cố phô trương giọng hát, chứ không phải hát theo cảm xúc thật sự.  Kirsten Koba của Popmatters nhận xét rằng "Irresistible chỉ nên được chơi ở các văn phòng nha sĩ, hay mấy chỗ vui chơi ngột ngạt chuyên mở nhạc kích động." Barry Walters của Rolling Stone đã viết rằng ngoại trừ "Hot Like Fire", mọi ca khúc khác trên Irresistible đều cần được phối lại.  Anh kết luận bằng cách nói: "Đã có quá nhiều ca sĩ trong dòng nhạc teenpop rồi nên Jessica trở nên dư thừa."  Sal Cinquemani của Slant gọi album này là một nỗ lực "mờ nhạt".  Anh ấy nhận xét rằng không có chút gì gọi là "độc đáo" trong album và so sánh các bài hát trong album với các ca khúc của Britney Spears.
Nhà phê bình Stephen Thomas Erlewine của AllMusic đã chấm album 2,5 sao trên 5, và nhận xét rằng album này "chứa đầy những giai điệu nhạc pop vui tươi, ngọt ngào." Tuy nhiên, anh cho biết, ngoài ca khúc chủ đề và "A Little Bit", không có bài hát nào "được xem là bài hát đúng nghĩa mà chỉ là các bài nhạc nền thời thượng." Anh ấy kết luận bằng cách nhận xét, "album hơi ngược lại với album trước đó Sweet Kisses quá nặng về những bản ballad, và album này cũng giống vậy. Album được toàn dân làm nhạc chuyên nghiệp sản xuất, đáng lẽ phải hay phải tuyệt thì đằng này lại quá... trung bình. Album thiếu những ca khúc nổi bật. như 'I Think I'm in Love With You' để níu kéo người nghe. Chính vì thế mà album trôi tuột, không để lại chút ấn tượng."  Peter Marsh của BBC cho biết album nghe giống như một sự pha trộn của Britney Spears, Christina Aguilera, Mariah Carey và Celine Dion, "bao hàm hết tất cả các cá tính âm nhạc nói trên". Larry Printz của The Morning Call gọi album là "album nhạc pop hiện đại và bắt tai." Anh rằng album "phải nói hay nhất trong số rất nhiều các album hiện tại", và khen ngợi giọng hát của Jessica.  Chuck Taylor của tạp chí Billboard mô tả "What's It Gonna Be" giống như "một con bài đặt cược để thống trị bảng xếp hạng". Anh ấy coi album là "một bước tiến lớn đối với nhạc pop dành cho giới trẻ và là chỗ dựa chắc chắn cho một cô gái vừa tài năng vừa quyến rũ như Jessica Simpson."

## Giải thưởng
| Năm  | Tác phẩm được đề cử | Đề mục                       | Giải thưởng               | Kết quả   | Tham khảo |
| ---- | ------------------- | ---------------------------- | ------------------------- | --------- | --------- |
| 2003 | Irresistible        | Giải thưởng nhạc Pop         | BMI Awards                | Đoạt giải | [ 45 ]    |
| 2002 | Irresistible        | Album Hay Nhất               | Radio Disney Music Awards | Đề cử     | [ 46 ]    |
| 2001 | Irresistible        | Ca Khúc về Tình Yêu Hay Nhất | Teen Choice Awards        | Đề cử     | [ 47 ]    |
| 2001 | Irresistible        | Ca Khúc Mùa Hè               | Teen Choice Awards        | Đề cử     | [ 47 ]    |

## Doanh thu thương mại
Tại Hoa Kỳ, Irresistible ra mắt ở vị trí thứ 6 trên Billboard 200, tuần ngày 23 tháng 6 năm 2001. Nó đã bán được 120.000 bản trong tuần đầu tiên, một bước tiến lớn so với Sweet Kisses, chỉ bán được 65.000 bản  trong tuần đầu tiên. Tuy nhiên, album đã tụt xuống vị trí thứ 12 vào tuần sau, trước khi rơi xuống vị trí thứ 25 vào tuần sau đó. Album duy trì trên bảng xếp hạng chỉ trong mười sáu tuần, và được xếp ở vị trí 171 trên bảng xếp hạng Billboard 200 album cuối năm.  Nó đã được chứng nhận vàng bởi Hiệp hội Công nghiệp Ghi âm Hoa Kỳ (RIAA) cho các album bán được hơn 500.000 bản trong nước, và tính đến tháng 2 năm 2009, Irresistible đã bán được 755.000 bản ở thị trường Mỹ. Tại Canada, Irresistible ra mắt ở vị trí thứ 15 trên Bảng xếp hạng Album của Canada trong tuần ngày 23 tháng 6 năm 2001. Album chạm đỉnh tới vị trí thứ 13 vào tuần sau đó trước khi rớt khỏi top 20 vào tuần sau đó. Irresistible đã được chứng nhận vàng bởi Hiệp hội Công nghiệp Ghi âm Canada (CRIA) vào tháng 4 năm 2005, nhờ bán được 50.000 bản.
Tại thị trường nước ngoài, tại Úc, album ra mắt ở vị trí thứ 81 trên Bảng xếp hạng ARIA Albums, trong số ra ngày 17 tháng 9 năm 2001. Nó đã rớt khỏi bảng xếp hạng vào tuần tiếp theo. Tương tự, Irresistible ra mắt ở vị trí thứ 75 trên Bảng xếp hạng Album của Áo, tuần ngày 5 tháng 8 năm 2001. Nó đã chạm ví trí cao nhất là 58 trong tuần tiếp theo. Tại Thụy Sĩ, album ra mắt ở vị trí thứ 20, tuần ngày 8 tháng 7 năm 2001. Sau khi đạt được vị trí cao nhất là số mười lăm, nó giảm xuống số mười sáu. Album đã đứng trên bảng xếp hạng tổng cộng mười tuần, bao gồm một lầntro75 lại ở vị trí thứ 95 vào ngày 16 tháng 9 năm 2001.  Tại Nhật Bản, Irresistible ra mắt ở vị trí thứ 25 trên Bảng xếp hạng Oricon Albums, với doanh số 9.560 bản. Tuần kế tiếp, album vươn lên vị trí thứ 24 với doanh số bán thêm được 12.430 bản. Album đứng trong top 100 trong 6 tuần, và theo Oricon, album đã bán được tổng cộng 44.580 bản tại Nhật Bản. Tại Vương quốc Anh, Irresistible đạt vị trí số 103. Album đạt được thành công vừa phải ở Đức, nơi nó đạt vị trí cao nhất ở thứ hạng 34 và đứng trên bảng xếp hạng trong ba tuần. Theo The Daytona Beach News-Journal, album đã đạt được doanh số bán đĩa bạch kim trên toàn thế giới.

## Quảng bá

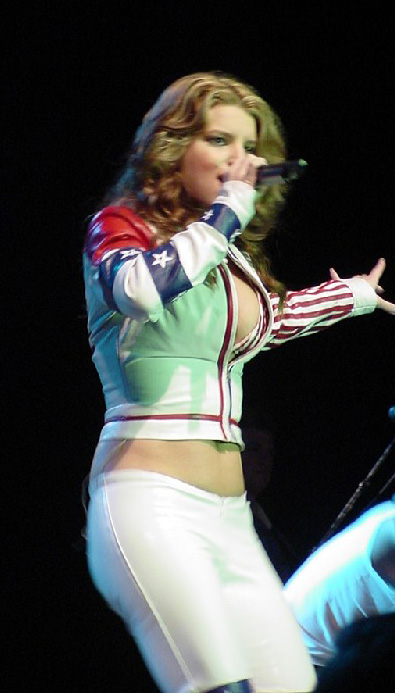
Jessica Simpson biểu diễn " I Think I'm in Love with You " trong USO Tour năm 2001

Để quảng bá Irresistible, Jessica đã biểu diễn các bài hát trong album trong một số lần xuất hiện trên truyền hình và các dịp khác, bao gồm cả Macy's 4/7 Fireworks Spectacular, kỷ niệm Ngày Độc lập, và Dick Clark's New Year's Rockin' Eve năm 2001. Vào tháng 7 năm 2001, cô biểu diễn các bài hát, bao gồm cả "Irresistible" tại Wango Tango, một buổi hòa nhạc cả ngày được tổ chức hàng năm bởi KIIS-FM ở California. Cô cũng đi lưu diễn với Destiny's Child, Nelly và Eve trong Chuyến lưu diễn Total Request Live (TRL) đầu tiên của MTV, kéo dài ba mươi ngày ở Mỹ. Vào tháng 11, cô tham gia vào ê-kíp của United Service Organization (USO) Tour, để phục vụ cho quân đội Hoa Kỳ đang chiến đấu trong chiến dịch Operation Enduring Freedom. Chuyến lưu diễn bắt đầu ở Arlington, Virginia qua tới Trung Đông, bao gồm cả Afghanistan. Tháng kế tiếp, cô tham gia dàn nghệ sĩ của KBKS-FM 's Jingle Bell Bash ở Seattle. Tại sự kiện, cô đã biểu diễn "Irresistible", "A Little Bit", '"I Wanna Love You Forever" và "I Think I'm in Love with You".  Jessica cũng đã quảng bá album tại chương trình Spring Break của MTV, được tổ chức ở Cancún, Mexico.

### Chuyến lưu diễn DreamChaser
Ngoài các buổi biểu diễn live, Jessica còn thực hiện chuyến lưu diễn lớn của riêng mình ở Bắc Mỹ mang tên DreamChaser Tour. Trái ngược với chuyến lưu diễn đồng hành cùng 98 Degrees trước đây, Jessica muốn DreamChaser giới thiệu cô với tư cách là một ca sĩ và một nghệ sĩ biểu diễn, theo hình tượng của Britney Spears. Jessica quyết định làm cho chuyến lưu diễn trở nên thú vị bằng cách bổ sung thêm nhiều vũ công dự bị và mặc quần áo kiệm vải.  Cô đã học vũ đạo cho chuyến lưu diễn, vì cô cảm thấy rằng mình phải biến mình thành một nghệ sĩ trình diễn.  Chuyến lưu diễn được thiết lập trên một sân khấu di động được gọi là "Extreme Mobile Venue",  với sức chứa 10.000 người và chạy trong các bãi đậu xe của trung tâm thương mại. Sân khấu bao gồm vũ đãi biểu diễn 300 feet (khoảng 91m), với hệ thống âm thanh và đèn chiếu sáng hoàn chỉnh. Các chương trình có tổ chức cho khán giả chơi các trò chơi như nhảy bungee, leo tường đá và lướt ván khi ca sĩ chưa trình diễn.  Địa điểm tổ chức cũng có các trò chơi và triển lãm tương tác, và được hỗ trợ bởi một đường ray dốc rộng 9 foot (2,7 m) dành cho những người đua xe máy mạo hiểm.  Những người mở màn cho tour diễn bao gồm Eden's Crush, Youngstown, Toya và Plus One. Biên đạo múa của tour diễn là Dan Karaty.
Chuyến lưu diễn ra mắt vào ngày 7 tháng 8 năm 2001, tại Corpus Christi, Texas, và kéo dài 25 ngày cho đến giữa tháng 9. Giá vé dao động từ $ 29,99 đến $ 39,99. Trong một cuộc phỏng vấn với Deseret News, Simpson nói rằng đó "là một chuyến lưu diễn vui vẻ. Với tôi đó là một sự chuẩn bị cho một khởi đồng mới. Một trong những điều mà tôi muốn làm là giao lưu với tất cả những người hâm mộ của mình."  Một băng video, có tựa đề Dream Chaser, được phát hành vào ngày 22 tháng 1 năm 2002, bao gồm tiểu sử của Simpson, các video âm nhạc, cảnh hậu trường của "Irresistible" và "A Little Bit", và các cảnh quay từ chuyến lưu diễn. Băng video đạt vị trí thứ 25 trên bảng xếp hạng Billboard Top Music Videos, cho số phát hành ngày 9 tháng 2 năm 2002.

### Đĩa đơn
Đĩa đơn mở đường của album, "Irresistible", được phát hành vào ngày 12 tháng 4 năm 2001, dưới dạng đĩa đơn CD. Hãng tin AP gọi đó là "điều không tưởng". Năm 2003, bài hát đã giành được Giải thưởng "Nhạc Pop" của Broadcast Music Incorporated (BMI). "Irresistible" đạt được những thành công thương mại vừa phải, lọt vào top 20 ca khúc ăn khách nhất tại Hoa Kỳ và Vương quốc Anh. Ca khúc đã được chứng nhận đĩa vàng bởi Hiệp hội Công nghiệp Ghi âm Úc (ARIA). Video âm nhạc đi kèm do Simon Brand làm đạo diễn và có cảnh Simpson ăn mặc như một điệp viên, cố gắng thu thập một số bằng chứng trong phòng thí nghiệm.
"A Little Bit" là đĩa đơn thứ hai, phát hành vào ngày 29 tháng 10 năm 2001. Bài hát được sử dụng để quảng bá cho Bally Total Fitness và do đó, một đĩa đơn CD phiên bản giới hạn đã được phát hành dành riêng cho những người tham gia câu lạc bộ. Bài hát chỉ đạt được vị trí thứ sáu mươi hai trên Bảng xếp hạng đĩa đơn của Úc. Một video ca nhạc, do Hype Williams đạo diễn, có cảnh Simpson nhảy múa trong khung cảnh tàu vũ trụ của tương lai, cùng với các vũ công phụ diễn. Đĩa đơn thứ ba đã được lên kế hoạch phát hành, nhưng sau cuộc tấn công khủng bố ngày 11 tháng 9, Sony đã từ chối quảng bá đĩa đơn thứ ba, mà Joe Simpson tin rằng rất quan trọng đối với triển vọng của Jessica. Trong một cuộc phỏng vấn vào năm 2004, ông nói: "Ngày mà những chiếc máy bay đâm vào tòa tháp đôi là ngày mà sự nghiệp của Jessica và của cả tôi đổ sập theo."  "When You Told Me You Loved Me" được phát hành dưới dạng đĩa đơn quảng cáo tại Brazil. Tuy chỉ là đĩa đơn quảng cáo, ca khúc đã xếp hạng và đạt vị trí thứ 192 trên Bảng xếp hạng tải xuống của Hàn Quốc.

## Danh sách bài hát
| Irresistible — Phiên bản gốc | Irresistible — Phiên bản gốc         | Irresistible — Phiên bản gốc                            | Irresistible — Phiên bản gốc | Irresistible — Phiên bản gốc |
| STT                          | Nhan đề                              | Sáng tác                                                | Sản xuất                     | Thời lượng                   |
| ---------------------------- | ------------------------------------ | ------------------------------------------------------- | ---------------------------- | ---------------------------- |
| 1.                           | "Irresistible"                       | Anders Bagge Arnthor Birgisson Pamela Sheyne            | Bagge Birgisson              | 3:13                         |
| 2.                           | "A Little Bit"                       | Kara DioGuardi Steve Morales David Siegel               | Morales Ric Wake             | 3:47                         |
| 3.                           | "Forever in Your Eyes"               | Nick Lachey Rhett Lawrence                              | Lawrence                     | 3:38                         |
| 4.                           | "There You Were" (with Marc Anthony) | Louis Biancaniello Sam Watters Ty Lacy                  | Biancaniello Watters         | 4:25                         |
| 5.                           | "What's It Gonna Be"                 | Kandice Love Troy Oliver                                | Cory Rooney Oliver Wake      | 4:41                         |
| 6.                           | "When You Told Me You Loved Me"      | Walter Afanasieff Billy Mann                            | Afanasieff                   | 3:48                         |
| 7.                           | "Hot Like Fire"                      | Rooney                                                  | Rooney                       | 4:17                         |
| 8.                           | "Imagination"                        | Fred Jerkins III LaShawn Daniels Mischke Rodney Jerkins | Jerkins                      | 4:25                         |
| 9.                           | "To Fall in Love Again"              | Lachey Afanasieff                                       | Afanasieff                   | 4:57                         |
| 10.                          | "For Your Love"                      | Biancaniello Watters                                    | Biancaniello Watters         | 4:20                         |
| 11.                          | "I Never"                            | Jerkins III Daniels Jerkins Mischke                     | Jerkins                      | 4:34                         |
| 12.                          | "His Eye Is on the Sparrow"          | Charles Hutchison Gabriel Civilla Durfee Martin         | Rooney                       | 4:37                         |
| Tổng thời lượng:             | Tổng thời lượng:                     | Tổng thời lượng:                                        | Tổng thời lượng:             | 50:43                        |

| Irresistible — Phiên bản dành cho thị trường Nhật Bản | Irresistible — Phiên bản dành cho thị trường Nhật Bản | Irresistible — Phiên bản dành cho thị trường Nhật Bản | Irresistible — Phiên bản dành cho thị trường Nhật Bản | Irresistible — Phiên bản dành cho thị trường Nhật Bản |
| STT                                                   | Nhan đề                                               | Sáng tác                                              | Sản xuất                                              | Thời lượng                                            |
| ----------------------------------------------------- | ----------------------------------------------------- | ----------------------------------------------------- | ----------------------------------------------------- | ----------------------------------------------------- |
| 13.                                                   | "Irresistible" (Hex Hector Club Mix)                  | Bagge Birgisson Sheyne                                | Hector                                                | 8:53                                                  |
| Tổng thời lượng:                                      | Tổng thời lượng:                                      | Tổng thời lượng:                                      | Tổng thời lượng:                                      | 59:36                                                 |

## Các cá thể góp mặt trong album
Phỏng theo các ghi chú trong album Irresistible.
Nhạc sĩ
| - Walter Afanasieff – Trống, đàn keyboard - Janie Barnett – Hát bè, hát nền - Bernard Belle – Ghi-ta bass - Marcelo Berestovoy – Ghi-ta - Mats Berntoft – Ghi-ta - Louis Biancaniello – đàn keyboard - Greg Bieck – đàn keyboard - Melonie Daniels – Hát bè - Loren Dawson – đàn keyboard - Margaret Dorn – Hát bè - Sharlotte Gibson – Hát nền | - Richie Jones – Trống, Nhạc cụ gõ - Kandice Love – Hát bè - Chieli Minucci – Ghi-ta - Troy Oliver – đàn keyboard - RL – Ghi-ta - Corey Rooney – đàn keyboard - Ira Segal – Ghi-ta - Stockholm Session Orchestra – Nhạc dây - Sam Watters – Hát bè |  |  |

Ê-kíp sản xuất
| - Walter Afanasieff – Arranger, producer, Programming - Anders Bagge – Writer, producer, mixer - Jeff Bender – Photography - Tom Bender – Mixing - Louis Biancaniello – Arranger, Engineer, producer, Programming - Greg Bieck – Drum programming, Engineer, Programming - Arnthor Birgisson – Writer, producer - Jason Bonilla – Engineer, Programming - Larry Brooks – Assistant engineer, Engineer - Jim Caruana – Engineer - Will Catterson – Engineer - LaShawn Daniels – Engineer - Loren Dawson – Arranger | - Matthew Dellapolla – Scoring consultant - Paul Foley – Engineer - David Gleeson – Engineer - Mick Guzauski – Mixing - Dan Hetzel – Engineer, Mixing, Mixing engineer - Jim Janick – Engineer - Ron Jaramillo – Art direction, Design - Ted Jensen – Mastering - Fred Jerkins – Writer - Rodney Jerkins – Writer, Compositor, arranger, Engineer, producer - Richie Jones – Arranger, Mixing, Programming - Matt Kormondy – Production assistant - Pete Krawiec – Engineer - Eric Kupper – Keyboard programming - Nick Lachey – Writer | - Rhett Lawrence – Arranger, producer - Bob Ludwig – Mastering - Michael McCoy – Assistant engineer - Steve MacMillan – Engineer - Glen Marchese – Engineer - Nick Marshall – Assistant engineer - Ron Martinez – Vocal engineer - Tony Maserati – Mixing - Mischke – Writer - Joanie Morris – Production coordination - Troy Oliver – Keyboard programming - Adam Olmsted – Assistant engineer, Engineer - Ken Pavés – Hair stylist | - Debbie Datz-Pyle – Consultant - Dave Reitzas – Engineer - RL – Drum programming, Engineer, Mixing, Programming - Corey Rooney – Arranger, Drum programming, executive producer, producer, Vocal producer - William Ross – Arranger, Conductor - Mark Russell – Assistant, Production coordination - Pamela Sheyne – Writer - David Swope – Assistant engineer, Engineer - Alberto Tolot – Photography - Francesca Tolot – Make-Up - Ric Wake – Arranger, producer - Sam Watters – Arranger, Engineer, producer |

## Các địa điểm/studio thu âm
Phỏng theo ghi chú trong booklet album Irresistible.  
| - Cove City Sound Studios (Glen Cove, New York) - The Hit Factory (New York City) - Homesite 13 (Novato, California) - Lobo Recording Studios (Deer Park, New York) - Murlyn Studios (Stockholm, Sweden) - The Record Plant (Los Angeles) | - Sony Music Studios (New York City) - Sony Scoring Stage (Culver City, California) - Sound Gallery Studios (Los Angeles) - Cello Studios (Hollywood) - WallyWorld Studios (California) |

## Chứng nhận
| Quốc gia                                                                           | Chứng nhận | Số đơn vị/doanh số chứng nhận |
| ---------------------------------------------------------------------------------- | ---------- | ----------------------------- |
| Canada (Music Canada)                                                              | Gold       | 50.000^                       |
| Nhật Bản (RIAJ)                                                                    | Gold       | 100,000^                      |
| Hoa Kỳ (RIAA)                                                                      | Gold       | 900,000^                      |
| Tổng hợp                                                                           |            |                               |
| Toàn thế giới                                                                      | —          | 2,000,000                     |
| * Chứng nhận dựa theo doanh số tiêu thụ. ^ Chứng nhận dựa theo doanh số nhập hàng. |            |                               |

## Các liên kết khác
- Lời bài hát của Irresistble Lưu trữ ngày 16 tháng 6 năm 2011 tại Wayback Machine tại Rhapsody.com